# منطقه هشی
منطقه هِشی (به چینی: 河西区، به پین‌یین: Héxī Qū) یک منطقهٔ شهرداری تابع شهر تیانجین، در جمهوری خلق چین است. منطقه هشی ۳۷ کیلومتر مربع مساحت دارد.
منطقهٔ هشی یکی از مناطق تاریخی و مرکزی شهر تیانجین می باشد. نام این منطقه، به معنی «غرب رودخانه» می باشد، اشاره به موقعیت این منطقه در غرب رود های.